# Maitreyi
Maitreyi (em sânscrito:  मैत्रेयी) ("amigável") foi uma filósofa indiana que viveu durante o período védico posterior na Índia antiga. Ela é mencionada no Brihadaranyaka Upanishad como uma das duas esposas do sábio védico Yajnavalkya; estima-se que ele tenha vivido por volta do século VIII a.C.. No épico hindu Mahabharata e nos Gṛhyasūtras, no entanto, Maitreyi é descrita como uma filósofa Advaita que nunca se casou. Na antiga literatura sânscrita, ela é conhecida como brahmavadini (uma expositora do Veda).
Maitreyi aparece em textos indianos antigos, como em um diálogo onde ela explora o conceito hindu de Atman (alma ou self) em um diálogo com Yajnavalkya no Brihadaranyaka Upanishad. De acordo com este diálogo, o amor é impulsionado pela alma de uma pessoa, e Maitreyi discute a natureza de Atman e Brahman e sua unidade, o núcleo da filosofia Advaita. Este diálogo Maitreyi-Yajnavalkya é o tema do Sureshvara's varttika, um comentário.
Maitreyi é citada como um exemplo das oportunidades educacionais disponíveis para as mulheres na Índia Védica e suas realizações filosóficas. Ela é considerada um símbolo das mulheres intelectuais indianas, e uma instituição é nomeada em sua homenagem em Nova Delhi.

## Início da vida

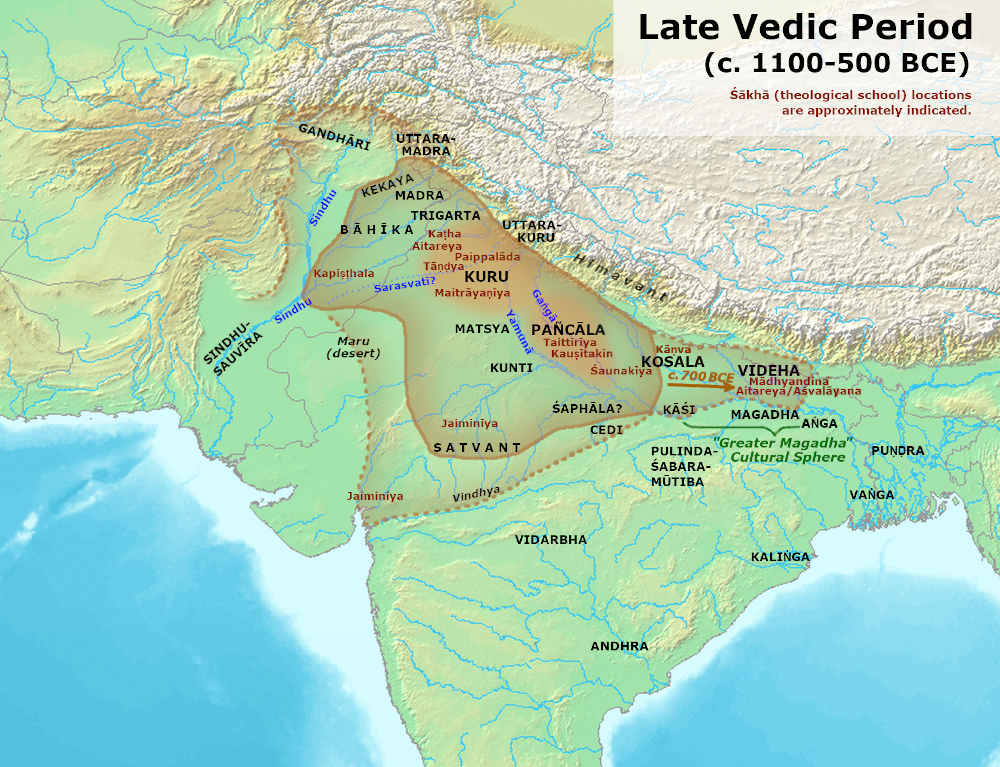
Acredita-se que Maitreyi, mencionado nos textos védicos, seja da região de Mithila, no leste da Índia

No Asvalayana Gṛhyasūtra, a filha do sábio Maitri é referida como Sulabha Maitreyi e é mencionada nos Gṛhyasūtras com várias outras mulheres estudiosas da era védica. Seu pai, que vivia no Reino dos Videhas, Mithila, era ministro na corte do rei Janaka.
Embora Maitreyi da Índia antiga, era descrita como uma filósofa Advaita sendo considerada a esposa do sábio Yajnavalkya no Brihadaranyaka Upanishad no tempo de Janaka, o épico hindu Mahabharata afirma que Sulabha Maitreyi é uma jovem bela que nunca se casa. Neste último, Maitreyi explica a filosofia Advaita (monismo) à Janaka e é descrita como uma asceta vitalício. Ela é chamada de brahmavadini (uma expositora feminina do Veda) na antiga literatura sânscrita. Estima-se que Maitreyi e Yajnavalkya viveram por volta do século XVIII a.C.
No Brihadaranyaka Upanishad, Maitreyi é descrita como a esposa erudita de Yajnavalkya; sua outra esposa, Katyayani, era dona de casa. Enquanto Yajnavalkya e Katyayani viviam em uma domesticidade satisfeita, Maitreyi estudou metafísica e se envolveu em diálogos teológicos com seu marido, além de "fazer autoindagações de introspecção".

## Diálogo Maitreyi-Yajnavalkya
No Rigveda, cerca de dez hinos são atribuídos a Maitreyi. Ela explora o conceito hindu de Atman (alma ou self) em um diálogo contido no Brihadaranyaka Upanishad. O diálogo, também chamado de diálogo Maitreyi-Yajnavalkya, afirma que o amor é impulsionado pela alma de uma pessoa e discute a natureza de Atman e Brahman e sua unidade, o cerne da filosofia Advaita.
Este diálogo aparece em vários textos hindus; o mais antigo está no capítulo 2.4 – e modificado no capítulo 4.5 – do Brihadaranyaka Upanishad, um dos principais e mais antigos Upanishads, datando de aproximadamente 700 a.C.. O diálogo Maitreyi-Yajnavalkya sobreviveu em duas recensões de manuscrito das escolas védicas Madhyamdina e Kanva; embora tenham diferenças literárias significativas, eles compartilham o mesmo tema filosófico.
Depois que Yajnavalkya alcançou sucesso nos três primeiros estágios de sua vida - brahmacharya (como um estudante), grihastha (com sua família) e vanaprastha (na aposentadoria) - ele desejava se tornar um sannyasi (um renunciante) em sua velhice. Ele pediu permissão a Maitreyi, dizendo que queria dividir seus bens entre ela e Katyayani. Maitreyi disse que não estava interessada em riqueza, uma vez que não a tornaria "imortal", mas queria aprender sobre a imortalidade:

Então disse Maitreyi: "Se agora, Senhor, toda esta terra cheia de riquezas fosse minha, eu seria imortal por isso?"

"Não", disse Yajnavalkya. "Como a vida dos ricos, assim seria a sua vida. Da imortalidade, entretanto, não há esperança por meio da riqueza."

Então disse Maitreyi: "O que devo fazer com aquilo pelo qual não posso ser imortal? O que você sabe, Senhor - isso, de fato, diga-me!"

Yajnavalkya respondeu a Maitreyi: "Ah! Veja querida, como você é para nós, querida é o que você diz! Venha, sente-se. Eu explicarei a você. Mas enquanto estou expondo, procure refletir sobre isso."— Brihadaranyaka Upanishad 2.4.2–4
No diálogo que se segue, Yajnavalkya explica seus pontos de vista sobre a imortalidade em Atman (alma), Brahman (realidade última) e sua equivalência. Maitreyi se opõe a partes da explicação de Yajnavalkya e pede esclarecimentos.

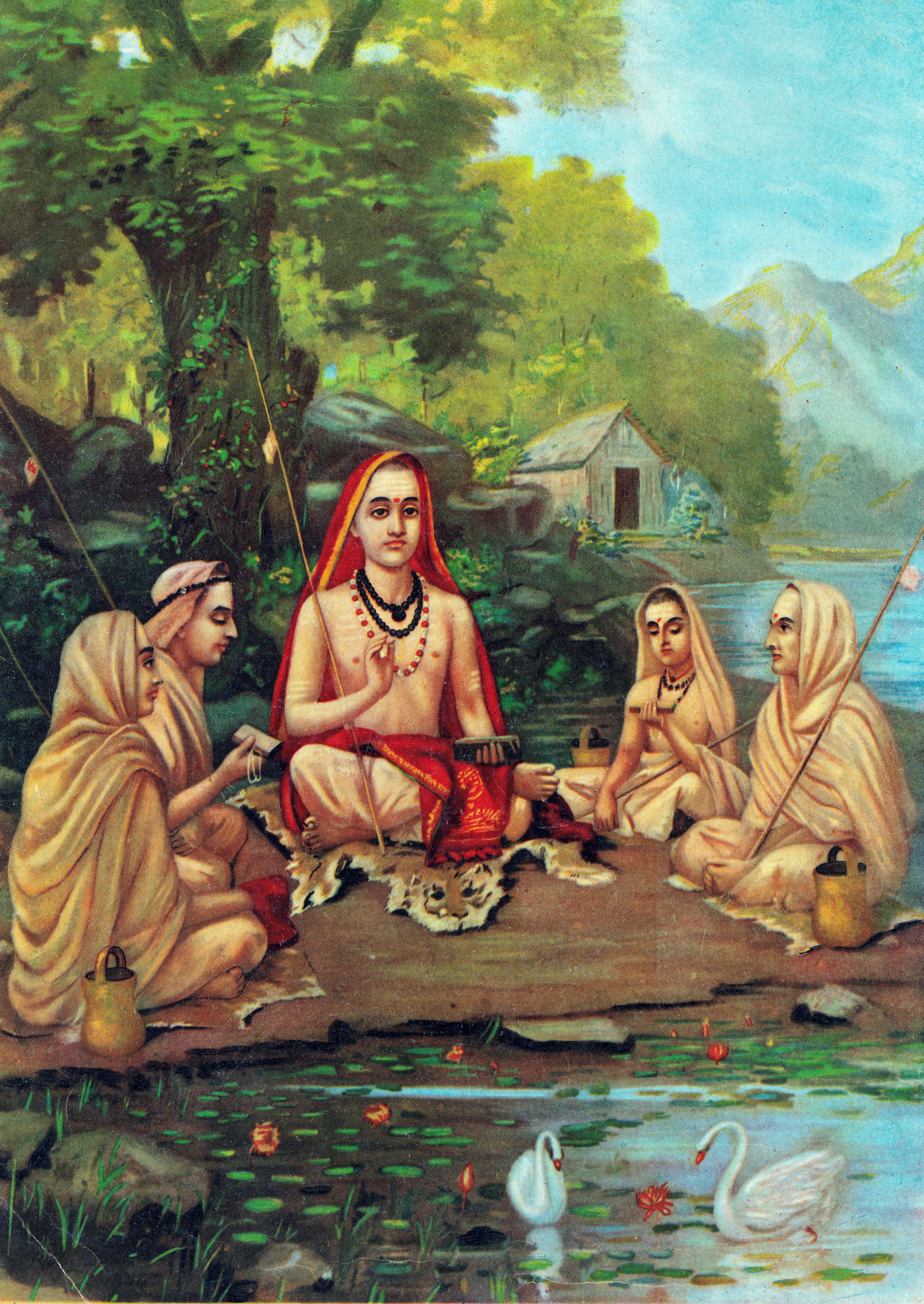
Adi Shankara com seus quatro discípulos mais importantes, incluindo Sureshvara; ambos escreveram comentários sobre o diálogo Maitreyi-Yajnavalkya do Brihadaranyaka Upanishad.

Os estudiosos têm opiniões diferentes sobre se esse diálogo é uma evidência de que na antiga tradição védica as mulheres eram aceitas como participantes ativas em discussões espirituais e como estudiosas de Brahman. Wendy Doniger, uma teóloga cristã indóloga e professora de História das Religiões, afirma que neste diálogo Maitreyi não é retratada como uma autora, mas é parte de uma história Upanishads de um brâmane com duas esposas que são distintas por seu intelecto. Karen Pechelis, outra indóloga americana e professora de religião comparada, em contraste, afirma que Maitreyi é retratada como tendo uma mente teológica, ao desafiar Yajnavalkya neste diálogo e fazer as perguntas certas.
Estudiosos indianos do primeiro milênio, como Sureshvara (Suresvaracharya, c. 750 d.C.), consideraram esse diálogo homem-mulher profundo em ambos os lados; Maitreyi recusa riqueza, desejando compartilhar o conhecimento espiritual de seu marido, e nas quatro versões conhecidas da história dos Upanishads, ela desafia a teoria do Atman de Yajnavalkya. Yajnavalkya reconhece suas motivações e que suas perguntas são evidências de que ela busca o conhecimento máximo e ama o Atman.
O diálogo Maitreyi no Upanishad é significativo além de ser um indicador das relações de gênero. Adi Shankara, um estudioso da influente escola Advaita Vedanta de filosofia hindu, escreveu em seu Brihadaranyakopanishad bhashya que o objetivo do diálogo Maitreyi-Yajnavalkya no capítulo 2.4 do Brihadaranyaka Upanishad é destacar a importância do conhecimento de Atman e Brahman, e para entender sua unidade. De acordo com Shankara, o diálogo sugere que a renúncia é prescrita nos Sruti (textos védicos do Hinduísmo), como um meio de conhecimento do Brahman e do Atman. Ele acrescenta que a busca do autoconhecimento é considerada importante no Sruti porque o diálogo Maitreyi é repetido no capítulo 4.5 como um "final lógico" para a discussão de Brahman no Upanishad.

### Natureza do amor
O diálogo Maitreyi-Yajnavalkya inclui uma discussão sobre o amor e a essência de quem se ama, sugerindo que o amor é uma conexão da alma e do eu universal (relacionado a um indivíduo):

Veja, em verdade, não por amor a um marido é um marido querido, mas por amor a Si Mesmo, um marido é querido.

Não é por amor da esposa que uma esposa é querida, mas por amor ao Eu, uma esposa é querida.— Brihadaranyaka Upanishad 2.4.2–4
Segundo o autor teológico e editor Robert Van De Weyer, isso afirma que todo amor é um reflexo da própria alma: o amor dos pais pelos filhos, o amor pela religião ou pelo mundo inteiro. O indólogo alemão e professor da Universidade de Oxford Max Müller diz que o amor descrito no diálogo Maitreyi-Yajnavalkya do Brihadaranyaka Upanishad se estende a todos os aspectos da vida de uma pessoa e além; no versículo 2.4.5, "Os Devas (deuses) não são queridos por alguém por amor aos deuses, mas porque se pode amar o Ser (Atman) que os deuses são queridos". No diálogo "a classe Brahman, a classe Kshatra, esses mundos, esses deuses, esses seres, tudo o que é esta Alma", e quando "vemos, ouvimos, percebemos e conhecemos o Ser, então tudo é conhecido".
Concluindo seu diálogo sobre o "eu interior", ou alma, Yajnavalkaya diz a Maitreyi:

Deve-se realmente ver, ouvir, compreender e meditar sobre o Ser, ó Maitreyi;

na verdade, aquele que viu, ouviu, refletiu e compreendeu o Ser - somente por ele, todo o mundo passa a ser conhecido.— Brihadaranyaka Upanishad 2.4.5b
Depois que Yajnavalkya sai e se torna uma sannyasi, Maitreyi se torna uma sannyassini – ela também perambula e leva uma vida de renunciante.

## Legado
Maitreyi, que também é mencionada em vários Puranas, "é considerada uma das mulheres mais eruditas e virtuosas da Índia antiga" e simboliza as mulheres intelectuais na Índia. Uma faculdade em Nova Delhi leva o nome dela, como a Vila Védica Matreyi, um local de retiro em Tamil Nadu.